# Wolfgang Strobel (Handballspieler)
Wolfgang Strobel (* 15. Dezember 1983 in Rottweil) ist ein ehemaliger deutscher Handballspieler, der gemeinsam mit seinem Bruder Martin für den Bundesligisten HBW Balingen-Weilstetten spielte und als Kreisläufer eingesetzt wurde.

## Werdegang
In der Jugend begann Strobel beim SV Hausen. 2001 wechselte er zum TV Weilstetten, der seit der Fusion 2002 HBW Balingen-Weilstetten heißt. 2006 gelang ihm mit der HBW der Aufstieg in die Bundesliga. Im Sommer 2015 beendete er seine Karriere als Spieler und wurde Geschäftsführer beim HBW. Dieses Amt übte Strobel bis zum Saisonende 2022/23 aus, danach wechselte er in die Geschäftsführung eines mittelständischen Unternehmens.
Wolfgang Strobel ist verheiratet und hat zwei Kinder. Sein Sohn Bennet spielt ebenfalls Handball. Er hat einen Bachelor-Abschluss in Betriebswirtschaftslehre.